# Austria en los Juegos Paralímpicos de Atlanta 1996
Austria estuvo representada en los Juegos Paralímpicos de Atlanta 1996 por un total de 49 deportistas, 44 hombres y cinco mujeres.

## Medallistas
El equipo paralímpico austríaco obtuvo las siguientes medallas:
| Nombre                                                | Deporte           | Evento                          |
| ----------------------------------------------------- | ----------------- | ------------------------------- |
| Oro                                                   |                   |                                 |
| Andrea Scherney                                       | Atletismo         | Jabalina F42-44/46 femenino     |
| Wolfgang Eibeck                                       | Ciclismo en pista | Ómnium LC1 mixto                |
| Susanne Schwendtner                                   | Tenis de mesa     | Individual 5 femenino           |
| Stanislaw Fraczyk                                     | Tenis de mesa     | Individual 9 masculino          |
| Stanislaw Fraczyk                                     | Tenis de mesa     | Clase abierta 6-10 masculino    |
| Walter Hanl                                           | Yudo              | +95 kg masculino                |
| Plata                                                 |                   |                                 |
| Karl Mayr                                             | Atletismo         | Peso F11 masculino              |
| Klaus Felser Manfred Hartl Andreas Kramer Sven Reiger | Atletismo         | 4 × 100 m T42-46 masculino      |
| Rudolf Hajek Gerhard Scharf                           | Tenis de mesa     | Equipo 1-2 masculino            |
| Fritz Altendorfer Manfred Dollmann Peter Starl        | Tenis de mesa     | Equipo 3 masculino              |
| Stanislaw Fraczyk Thomas Goeller                      | Tenis de mesa     | Equipo 9-10 masculino           |
| Hubert Aufschnaiter                                   | Tiro              | Pistola de aire SH1 masculino   |
| Bronce                                                |                   |                                 |
| Klaus Felser                                          | Atletismo         | 100 m T45-46 masculino          |
| Wolfgang Dubin                                        | Atletismo         | Peso F35 masculino              |
| Andreas Siegl                                         | Atletismo         | Salto de longitud F42 masculino |
| Norbett Zettler                                       | Ciclismo en pista | Ómnium LC3 mixto                |
| Norbett Zettler                                       | Ciclismo en ruta  | Ruta 45/55k LC3 mixto           |
| Susanne Schwendtner                                   | Tenis de mesa     | Clase abierta 6-10 femenino     |
| Gerhard Scharf                                        | Tenis de mesa     | Individual 2 masculino          |
| Fritz Altendorfer                                     | Tenis de mesa     | Individual 3 masculino          |
| Christian Sutter                                      | Tenis de mesa     | Individual 4 masculino          |
| Franz Mandl Christian Sutter                          | Tenis de mesa     | Equipo 4-5 masculino            |